# Нежурин, Фёдор Фёдорович
Фёдор Фёдорович Нежурин (4 октября 1924, Воронино, Саратовская губерния — 15 июля 2011, Грибановский, Воронежская область) — советский передовик сельскохозяйственного производства. Участник Великой Отечественной войны. Герой Социалистического Труда (1973).

## Биография
Родился 4 октября 1924 года в селе Воронино Балашовского уезда (ныне — в Самойловском районе Саратовской области) в крестьянской семье.
С 1933 года вместе с семьёй Ф. Ф. Нежурин проживал на территории Грибановского района Воронежской области, работал водоносом в совхозе «Грибановский» Воронежской области.
В рядах Красной армии с 21 февраля 1943 года. Участник Великой Отечественной войны — автоматчик роты автоматчиков 1273-го стрелкового полка 387-й стрелковой дивизии, воевал — на Южном и 4-м Украинском фронтах. 8 апреля 1944 года при прорыве обороны немцев на Турецком валу уничтожил 4 немецких солдат, за что был награждён медалью «За боевые заслуги». Имел ранение в боях.
С 1947 года после демобилизации вернулся в совхоз «Грибановский» Грибановского района Воронежской области, где работал разнорабочим и помощником комбайнёра.
С 1957 года — комбайнёр совхоза на комбайне «Коммунар», работал на комбайнах СК-3, СК-4 и СК-5. Неоднократный участник ВДНХ СССР.
8 апреля 1971 года Указом Президиума Верховного Совета СССР «за выдающиеся трудовые достижения» Фёдор Фёдорович Нежурин был награждён орденом Ленина.
11 декабря 1973 года Указом Президиума Верховного Совета СССР «за большие успехи, достигнутые во Всесоюзном социалистическом соревновании, и проявленную трудовую доблесть в выполнении принятых обязательств по увеличению производства и продажи государству зерна и других продуктов земледелия в 1973 году» Фёдор Фёдорович Нежурин был удостоен звания Героя Социалистического Труда с вручением ордена Ленина и золотой медали «Серп и Молот».
13 марта 1981 года Указом Президиума Верховного Совета СССР «за трудовые достижения» Фёдор Фёдорович Нежурин был награждён орденом Трудового Красного Знамени.
С 1984 по 1997 годы — мастер-наладчик совхоза «Грибановский».
Член Воронежского обкома КПСС (1974—1975) и Грибановского райкома КПСС Воронежской области (1973—1991). Делегат XXV съезда КПСС (1976). Избирался депутатом Грибановского районного Совета.
С 1997 года — на пенсии. Жил в посёлке городского типа Грибановский Грибановского района Воронежской области. Умер 15 июля 2011 года.

## Награды
- Медаль «Серп и Молот» (11.12.1973)
- Орден Ленина (8.04.1971, 11.12.1973)
- Орден Отечественной войны I степени (11.03.1985)
- Орден Трудового Красного Знамени (13.03.1981)
- Медаль «За боевые заслуги» (21.02.1945)
- Медаль «За трудовое отличие» (15.12.1972)
- Медаль «За победу над Германией в Великой Отечественной войне 1941—1945 гг.»
- Медали ВДНХ

### Звания
- Почётный гражданин Грибановского района (2006)